# Carlos García del Postigo
Carlos Ambrosio García del Postigo y Bulnes, VII marqués García del Postigo (Concepción, Capitanía General de Chile, 27 de octubre de 1786—Chillán, República de Chile, 11 de enero de 1852), fue un militar y marino chileno que tuvo una temprana y destacada carrera de armas participando en variadas guerras y ocupando cargos de importancia en su servicio en España, Chile y Perú.
Sus inicios militares se dieron en las armas españolas, como soldado y marino, pasando durante el proceso de emancipación hispanoamericana a servir en las marinas de las nuevas repúblicas de Chile y Perú de manera alternada hasta su retiro de la vida militar. En Chile, su territorio natal, llegó a tener los cargos de mayor del Departamento de Marina y de jefe de la Escuadra en Campaña. En Perú ejerció en varias ocasiones el cargo de comandante general de Marina y también ocupó el de jefe de la Escuadra en Campaña, además de alcanzar en este país el mayor grado de su carrera naval.

## Primeros años
Carlos García del Postigo nació en la ciudad de Concepción el 27 de octubre de 1786, era hijo del distinguido oficial de la Real Armada Española Isidoro García del Postigo del Poyo y la dama chilena Manuela Bulnes Quevedo. Tenía además dos hermanos: Isidoro García del Postigo Bulnes y Ana García del Postigo Bulnes. En 1789 cuando tenía 3 años de edad su familia partió a España, quedando él en Chile bajo el cuidado de su familia materna.
El 17 de abril de 1793, a sus 7 años de edad entró como cadete en el batallón de infantería de Concepción en el que permaneció hasta el año 1796, ya que fue promovido a sus 13 años por la gobernación de Chile hacia el Virreinato del Perú, donde se unió al batallón de infantería real de Lima. 
El 14 de febrero de 1800 volvió a Chile donde por un decreto real volvió a incorporarse al batallón de su ciudad natal en La Frontera. Luego decidiría dejar de estar en tierra para iniciar una carrera naval en la marina española integrándose como guardiamarina y destinado en el apostadero naval del Callao, donde realizaría varios comisiones siendo por esto ascendido a alférez de navío.  
El 21 de octubre de 1815 se casó en Lima con María Candelaria Palomeque, natural de Charcas e hija de Tomas Ignacio Palomeque, quien tenía varios cargos y títulos honoríficos en Charcas y en el Perú.

## En la guerra de emancipación

### En el bando realista
El alférez García del Postigo estando en la marina española le correspondió durante las operaciones contra los patriotas de Chile, surcar sus mares en 1817 en una de las embarcaciones de guerra que había destinado el virrey del Perú Joaquín de la Pezuela para la defensa de esas costas. Es así que se le dio el mando de la goleta Moctezuma que junto a otros buques de guerra, todos bajo el mando del capitán de navío Tomás Blanco Cabrera, tenían la misión de cazar posibles corsarios patriotas. Él patrulló desde septiembre de ese año el golfo de Arauco y la isla Santa María. 
Luego se le encargaría comunicar las noticias al virrey sobre la derrota realista en la batalla de Chacabuco, arribando al Callao el 22 de octubre. El desastre realista le había permitido a los patriotas liderados por los generales José de San Martín y Bernardo O'Higgins recuperar toda la zona central de Chile y lanzar una campaña al sur que dejó encerrado bajo las defensas de Talcahuano a las fuerzas realistas que fueron reagrupadas por el coronel José Ordóñez. 
Mientras los patriotas sitiaban la plaza de Talcahuano, a García del Postigo se le encargo la misión de auxiliar a Ordóñez desde el mar junto a otras embarcaciones y más adelante cooperar con el transporte de las tropas que envió el virrey al mando del general Mariano Osorio para reconquistar Chile. Al desembarcar las tropas, Del Postigo paso a tierra como uno de los ayudantes del general Osorio participando en las acciones de su segunda campaña en 1818.
Tras la derrota de la expedición y los cuantiosos fracasos de las armas españolas en Chile, paso al Perú donde se mantuvo en el Callao en uno de los buques de la escuadra española para la defensa del virreinato.
A comienzos de 1819, el gobierno de Chile había enviado a las costas peruanas a su escuadra bajo el mando del vicealmirante Thomas Cochrane que, luego de un furtivo ataque al Callao había formalizado el bloqueo de ese puerto. García del Postigo comandando la goleta Moctezuma y bajo la bandera norteamericana intentó el 24 de marzo burlar el bloqueo para entregar las armas y municiones que traía desde Río de Janeiro, pero terminó siendo capturado por la corbeta Chacabuco, al mando del capitán Thomas Carter. Al ser capturado se uniría finalmente a la causa patriota y tomaría un lugar en la flota chilena.

### En las filas patriotas

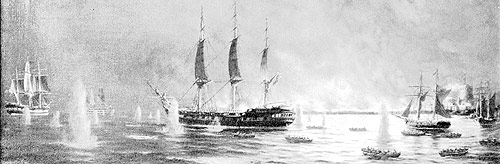
García del Postigo estuvo presente en la captura de la fragata española Esmeralda por las fuerzas patriotas al mando del almirante Thomas Cochrane.

Posteriormente participó en septiembre de 1820 en la expedición libertadora del Perú quedando bajo el mando de Cochrane con el que tomó parte en el tercer bloqueo del Callao y actuó en la captura de la fragata Esmeralda, resultando herido en la acción.
Rendido el Callao luego del bloqueo, y ante el conflicto que se generó entre el general San Martín y el vicealmirante Cochrane por la negativa del primero de no pagarles a los marinos y la idea de peruanizar la escuadra chilena, San Martín expulsó a Cochrane y a la escuadra de las costas peruanas. García del Postigo se quedó en Perú sirviendo como capitán de corbeta en la naciente armada peruana creada por San Martín, quedando él bajo las órdenes del comandante Martín Guise y luego del vicealmirante Manuel Blanco Encalada. 
Fue nombrado comandante del bergantín Balcarse (ex Pezuela) y luego de la corbeta Limeña desempeñando sus comisiones y alcanzando el grado de capitán de fragata el 2 de junio de 1822. Luego se retiró del Perú y su marina para volver a Chile. 
Retirado Cochrane del mando de la escuadra chilena en ese año, a García del Postigo le fue propuesto por el ministro de guerra José Ignacio Zenteno la organización de la flota chilena, siendo por esto nombrado Mayor del Departamento de Marina e incorporado efectivamente como capitán de fragata a la marina de su país natal por un decreto supremo el 28 de junio de 1823.
Ese año además defendió la propiedad de la hacienda de Patagual, situada al norte del río Itata, lugar que le había trasferido su tío el sacerdote realista Juan de Dios Bulnes y Quevedo, pero que el gobierno quería expropiar por ser propiedad de un ciudadano realista. Apeló por este asunto ante el director supremo Ramón Freire cinco días antes de su incorporación efectiva a la marina chilena.
El marino expondría en una carta: 

“Pero si la causa es la infidencia de su antiguo dueño, mi decisión y mis servicios borran el motivo desde que comencé a ser por la donación su dueño… Yo abjuré las banderas de España para servir a las de la Patria y por esa razón no solo es compensado el delito de mi tío, sino que por idéntica causa pierdo bienes cuantiosos en la Península que (valen más que) las tierras… del Patagual...”

En noviembre de 1824 se prepararon la fragata O'Higgins, la corbeta Chacabuco y los bergantines Moctezuma y Galvarino bajo el mando del vicealmirante Blanco Encalada (llegado del Perú) ante la amenaza de la llegada de una expedición naval española, bajo el mando del comodoro Roque Guruceta, que había logrado retomar el control de las costas peruanas tras batir la escuadra peruana al mando de Martin Guisse. A García del Postigo se le dio el mando de la corbeta Chacabuco con la que tendría que mantener la seguridad de las costas chilenas mientras que los otros tres buques al mando de Blanco Encalada partirían a las costas peruanas para auxiliar a las fuerzas patriotas. Del Postigo sería más adelante el portador de la noticia hacia Chile del triunfo de los patriotas en la batalla de Ayacucho siendo enviado por Blanco Encalada de Quilca a Valparaíso.

### En la expedición a Chiloé de 1826
Con el regreso en 1825 del vicealmirante Blanco Encalada de Perú tras la alarmante noticia de que el general Simón Bolívar planeaba anexar Chiloé, García del Postigo fue enviado al mando de la corbeta Chacabuco a Chiloé con el objeto de persuadir al gobernador de la isla Antonio de Quintanilla que se rindiera, pero al parlamentar, este cortésmente se negó a aceptarlo afirmando que se mantendría peleando hasta el final. Del Postigo ante la negativa inició el bloqueo de las costas chilotas con su buque en espera de la llegada de la expedición que el general Ramón Freire comandaría.
A la llegada de las fuerzas expedicionarias de Freire en enero de 1826, colaboró con la Chacabuco y en compañía de la fragata O´Higgins, la corbeta Independencia, y los bergantines Galvarino y Aquiles bajo el mando supremo de Blanco Encalada, en el desembarco de las tropas y en el cañoneo de las baterías de costas que poseía la isla, logrando que las fuerzas pudieran tener un desembarco sin obstáculos y que se adentraran tierra adentro. 
Al derrotar a las fuerzas chilotas en el combate de Pudeto el 13 de enero y en la batalla de Bellavista al día siguiente, Quintanilla se rindió y firmó en acuerdo con Freire el Tratado de Tantauco el 19 de enero que marcó la incorporación definitiva del archipiélago a la República de Chile.
Por su actuación en la campaña de Chiloé, fue ascendido ese año a capitán de navío y se hizo acreedor a una medalla, acuñada especialmente para resaltar el éxito de esa campaña.

## Vuelve al Perú

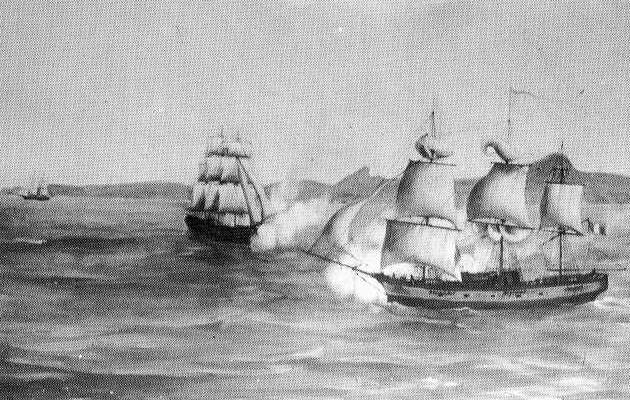
Pintura anónima que representa el combate naval de Punta Malpelo en la que García del Postigo venció a las fuerzas navales grancolombianas.

Terminadas las campañas de emancipación en el continente y como consecuencia del desarme de la escuadra chilena en 1827, solicitó autorización al gobierno chileno para volver al Perú, por lo que se le concedió licencia temporal. Al llegar a Perú, ejerció como oficial de la marina de guerra del Perú con el grado que ya poseía de capitán de fragata. 
El 3 de junio de 1828 la Gran Colombia bajo el mando del general Simón Bolívar le declaró la guerra al Perú debido a problemas fronterizos, deudas y por la intervención del Perú en Bolivia. Perú que estaba bajo el gobierno del general José de La Mar; ordenó la movilización de las fuerzas terrestres y navales.
A García del Postigo se le dio el mando de la corbeta Libertad armada con 24 cañones y una tripulación de 124 hombres. Con el buque se le ordenó el 2 de julio navegar hacia Guayaquil para cruzar el Golfo y vigilar la entrada hacia la rivera mientras se preparaba el resto de la escuadra peruana al mando del comandante Martin Guisse. El 31 de agosto, la corbeta de Del Postigo fue interceptado por dos buques de guerra grancolombianos, la corbeta Pichincha y la goleta Guayaquileña, al mando del capitán de origen irlandés Thomas C. Wright. Esté había salido de Guayaquil con la orden de batir a la corbeta Libertad. Del Postigo se enfrentó a él en un combate naval en la Punta Malpelo donde al abrir fuego primero Del Postigo, comenzó un combate naval en espacios cerrados donde resultó herido y casi sus marinos abordaron el buque enemigo. Finalmente los dos buques grancolombianos se retiran derrotados a Guayaquil siendo perseguidos por Del Postigo. Fue ascendido por esta acción a capitán de navío y se retiró momentáneamente para recuperarse de sus heridas.
Después de este encuentro, el resto de la armada peruana comandada por Martín Guise y compuesta en ese momento de 16 buques de guerra y transportes, entre ellos la fragata insignía Presidente y la misma corbeta Libertad, inició un bloqueo naval ordenado por el Gobierno del Perú el 19 de septiembre, de toda la costa de la Gran Colombia. Esto fue desde Machala hasta Panamá. Gracias a esta acción, la armada de la Gran Colombia fue incapaz de utilizar sus principales puertos en el Pacífico. Guise concentró gran parte de su escuadra en Guayaquil bloqueándola y enfrentándose contra las baterías de tierra, pero en uno de estos enfrentamientos acaecido el 22 de noviembre Guise murió por una bala que le llegó. El general Agustín Gamarra, estando en Paita al recibir la noticia del fallecimiento de Guise, ordenó que García del Postigo se hiciera cargo de la flota, enviándolo a Guayaquil en la goleta Arequipeña, que pasaría a reforzar la escuadra. Pero poco más tarde el presidente La Mar, en campaña en el sur de Colombia, desaprobó ese nombramiento hecho sin su autorización y nombró en su lugar a José Boterín. Postigo aun así continuó en el bloqueo del puerto hasta su rendición y ocupación el 1 de febrero de 1829.
Finalizado el conflicto en ese mismo mes con un acuerdo de paz entre ambas partes, García del Postigo siguió en la armada cumpliendo diversas misiones al servicio de la marina peruana. 
El 16 de mayo de 1830, el capitán de navío García del Postigo comandando nuevamente la corbeta Libertad, estuvo a punto de enfrentarse a dos buques de guerra británicos que lo habían interceptado, las fragatas HMS Sepphire y HMS Tribune, pertenecientes al escuadrón naval del Pacífico y bajo el mando del capitán Enrique Dundas. Esto debido a que Del Postigo había capturado el Hidalgo, un barco de bandera mexicana con cargamento inglés, y que las autoridades peruanas sospechaban que estaba cometiendo contrabando. García del Postigo rechazó toda demanda de los ingleses y se preparó para luchar, pero el vicepresidente de ese entonces Antonio Gutiérrez de la Fuente lo convenció de no luchar y finalmente el conflicto se resolvió de manera diplomática. Luego de este acontecimiento sufrido y al pasar tres años operando en la armada, llegó a ocupar la comandancia general de la armada peruana en 1833.
En ese puesto, García del Postigo propuso el 5 de diciembre al Ministro de Guerra y Marina la creación de dos Escuelas Náuticas, una en Paita y otra en Arica. Justificó su petición con la necesidad de formar buenos pilotos para los buques, que dependían de pilotos extranjeros en la marina de guerra y en la mercante. El proyecto era económico y eficaz pues los oficiales que servían en las capitanías de puerto en Paita y Arica podrían servir de profesores. El 31 de diciembre de ese año, García del Postigo recibió la resolución suprema que autoriza la proposición del marino. 
En 1835 era ascendido a contralmirante y el 25 de junio volvía a ocupar el cargo de comandancia general de marina. En esa posición participó de las operaciones navales durante la guerra civil peruana 1835-1836 entre las fuerzas del general Felipe Santiago Salaverry y las fuerzas combinadas del general Luis José de Orbegoso y el mariscal boliviano Andrés de Santa Cruz, en la que él apoyó al primero con las fuerzas de la escuadra que en realidad no tuvieron mucha participación debido a que la guerra se llevó principalmente en tierra. Finalmente la guerra termina con la derrota de las fuerzas de Salaverry en la definitiva batalla de Socabaya el 7 de febrero de 1836. 
Con este hecho, se daría inicio a la instauración de la Confederación Perú-Boliviana por el mariscal Santa Cruz que tanto se anhelaba y el destierro de todos sus opositores a excepción de Salaverry, que fue fusilado. Al momento de librarse la batalla de Socabaya, la escuadra de Del Postigo, se encontraba surta en el puerto arequipeño de Islay adonde, antes de ser capturados, se dirigían Salavarry y otros oficiales derrotados, desde dicho lugar Del Postigo entró en comunicaciones con el general Guillermo Miller destinadas a salvar a Salaverry, ofreciendo incluso entregar su escuadra intacta a cambio de la libertad del Jefe Supremo a lo que Miller se negó. No obteniendo garantías para su persona, se vio obligado a huir del país por lo que se refugió en la corbeta de guerra francesa Flora y luego partió desterrado hacia Chile. El 12 de noviembre de 1836, la tripulación de la corbeta peruana Libertad, que anteriormente había mandando Del Postigo, se sublevaría contra las autoridades confederadas para dirigirse a Chile y ofrecerse para combatir a Santa Cruz siendo nuevamente mandada por su antiguo contralmirante y devuelta al Perú al finalizar la guerra.

## En la guerra contra la Confederación Perú-Boliviana
Ante la creación de la Confederación Perú-boliviana, el panorama regional cambio bastante. Chile y la Confederación Argentina veían en esto una amenaza para sus intereses, especialmente el primero que en ese tiempo al estar el carismático ministro Diego Portales, alertó al gobierno del peligro que significaba para el país.
Tras una serie de incidentes entre Chile y la Confederación Perú-Boliviana; e intentos de negociación, el 28 de diciembre de 1836 Chile declaró la guerra a la Confederación por lo que el país llama a su servicio a García del Postigo, quien se reincorpora a la armada chilena con el grado de capitán de navío. Del Postigo no participa en la primera expedición de restauración al mando del vicealmirante Manuel Blanco Encalada que partió en septiembre de 1837 y que terminó con el Tratado de Paucarpata el 17 de noviembre de ese año. Durante ese tiempo se ocupó de sus familiares y bienes patrimoniales.

### El bloqueo naval del Callao

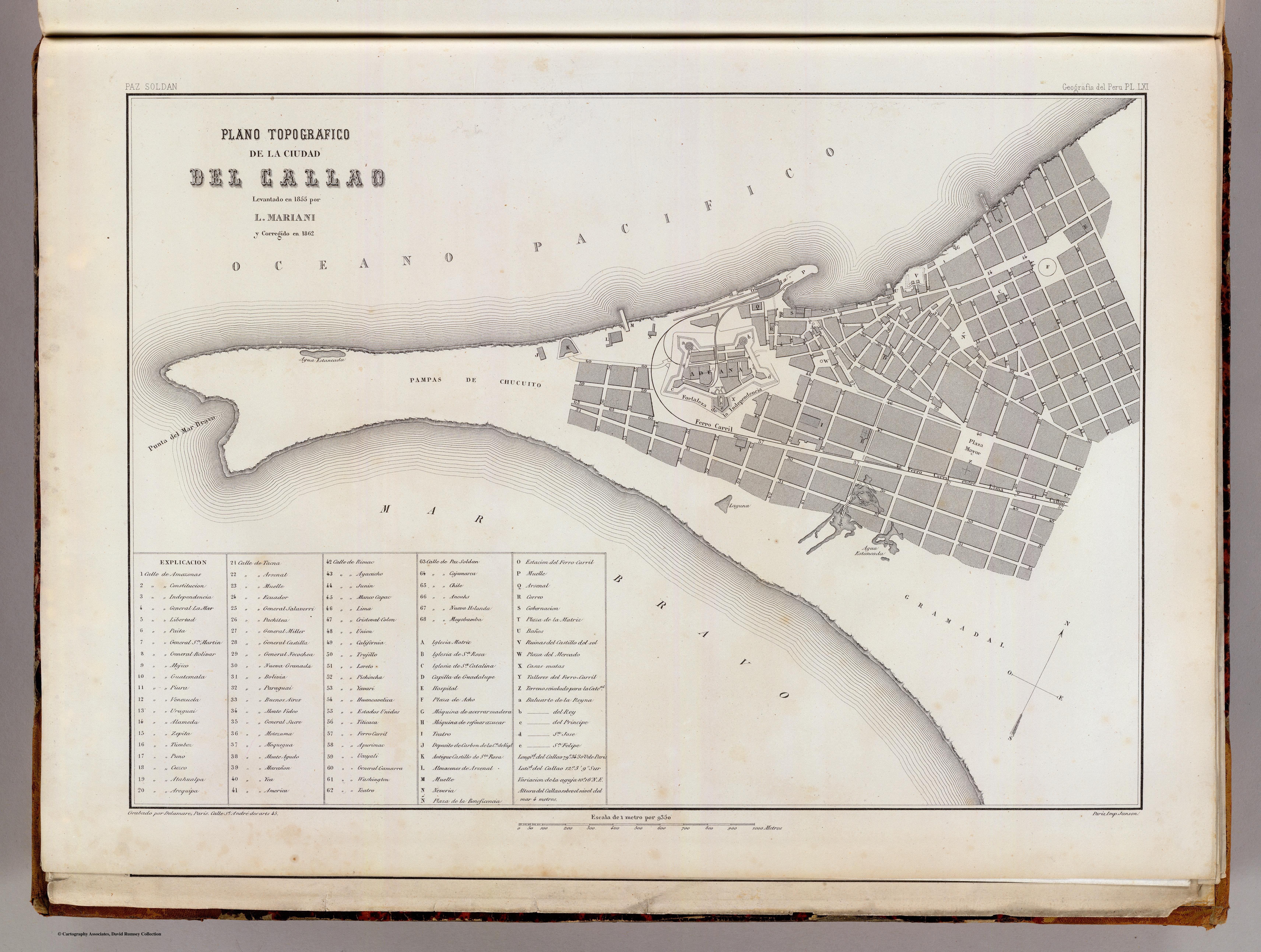
Plano topográfico que muestra la ciudad del Callao, lugar donde se produce el bloqueo naval por la armada y el sitio terrestre por el ejército restaurador.

Participa en la segunda expedición de su primo hermano el general Manuel Bulnes, siendo nombrado el 30 de enero de 1838 como jefe de la escuadra y tomando el mando directo de la primera división de esta, que comandó desde la corbeta Libertad, su insignia. Teniendo bajo su mando, además, la corbeta Valparaíso, los bergantines Aquiles y Arequipeño y la goleta Colo Colo. 
Con estas fuerzas, zarpó el 17 de abril puesto que el gobierno le encomendó la tarea de bloquear el Callao y puertos adyacentes de Chorrillos y Ancón, mientras la segunda división de la escuadra, al mando de Roberto Simpson, quedó en Valparaíso organizando los transportes para el zarpe de las fuerzas chilenas expedicionarias del general Manuel Bulnes. Este bloqueo sobre el puerto del Callao se estableció con sus naves efectivamente el 1 de mayo. Luego se le uniría el 6 de agosto la goleta Janequeo.  
Durante el bloqueo le tocó vivir toda clase de vicisitudes, ante la manifiesta dificultad impuesta por las fuerzas navales de naciones europeas como Gran Bretaña, Francia y Estados Unidos que protestaban por el bloqueo y que, en aquella época, apoyaron hasta cierto punto la causa de la Confederación impidiendo un bloqueo efectivo del puerto. García del Postigo tuvo que mantener todas sus fuerzas navales en el Callao para impedir la salida de los buques de guerra confederados y que estos no hostilizaran los transportes que venían para desembarcar las tropas restauradoras. Logró su objetivo y las fuerzas expedicionarias al mando de Bulnes, y convoyadas por la segunda división naval del capitán de navío Roberto Simpson, lograron desembarcar en Ancón el 7 y 8 de agosto sin dificultades.
Eso si, las fuerzas navales de García del Postigo sufrieron varias penalidades al no poder reaprovisionarse de víveres, leña o hacer aguada de manera recurrente. De hecho, al cabo de unos 50 días se hizo imperiosa la necesidad de reabastecerse de agua, por lo que García del Postigo suspendió momentáneamente el bloqueo para ir con la división a Huacho, distante unos 110 km, donde se presentó el 19 de junio. La guarnición local se resistió e intentó impedir el desembarco, pero después de un corto tiroteo cesó en su defensa. Al día siguiente, ya reabastecida de agua y provisiones, la división retornó a su centro de operaciones en San Lorenzo, donde habría de permanecer hasta la llegada de la segunda división con el ejército expedicionario de Bulnes.

### Captura de la corbeta Socabaya
Después de varias semanas de bloqueo e inactividad de la armada debido a las negociaciones con el general Orbegoso que gobernaba Lima y el Callao, García del Postigo volvería a la acción al romperse estas negociaciones el 15 de agosto. Es así que el 17 de agosto a las dos de la tarde con su buque insignia y el bergantín Arequipeño entraron al fondeadero del Callao para batirse con la artillería de los fuertes para conocer su alcance y reconocer los buques enemigos dentro del puerto. Logró reconocer a la corbeta Socabaya, a los bergantines Junín y Fundador y a la goleta Yanacocha.
Al salir del interior del fondeadero, planeó un ataque con las fuerzas sutiles de sus buques para apoderarse en la noche de los buques enemigos, principalmente la Socabaya. Ejecutó entonces su plan a las 23:30 horas con fuerzas de abordaje al mando del mayor José Angulo y otro grupo de botes a cargo del teniente Leoncio Señoret, quienes con sigilo y precaución bogaron hacia el muelle, aunque fueron descubiertos y sometidos a un vivísimo fuego de fusilería y de cañón de las baterías y castillos. Las lanchas cañoneras contestaron el fuego sin que cesara la boga hacia la Socabaya, la que fue abordada exitosamente por los hombres de Angulo y Señoret bajo un intenso tiroteo. Dos horas después la Socabaya salía del puerto enarbolando bandera chilena, sin que hubiera de lamentarse ninguna baja, además de capturar 4 lanchas cañoneras.
Con este hecho, la escuadra confederada quedaba totalmente neutralizada ya que no contaba con más buques para la guerra y los buques que sobrevivieron al ataque; el bergantín Junín y la goleta Yanacocha fueron desarmados y pasaron de propietario a Alejandro Elías, en pago de víveres. La goleta Peruviana, desde Quilca se fue a Guayaquil y no volvió a tomar parte en la guerra.
El 21 de agosto las tropas de Bulnes derrotaron en la batalla de Portada de Guías a las fuerzas de Orbegoso, logrando ocupar Lima y establecer un gobierno provisional al mando de Agustín Gamarra. Luego se procedió el 31 de agosto a sitiar con parte del ejército el Callao en la que fuerzas leales a Santa Cruz se habían guarnecido al mando del coronel Manuel de la Guarda. García del Postigo apoyó a las tropas de tierra ejerciendo un ya difícil bloqueo marítimo ya que como se dijo, las potencias extranjeras impedían un sitio eficaz del puerto lo que permitía a las fuerzas enemigas del puerto reabastecerse fácilmente y resistir el asedio. 
A tal punto llegó las molestias de las potencias extranjeras por el bloqueo que al producirse un incidente entre el gobierno y el médico escocés Guillermo Mac Lean, que no había respetado a un centinela en un punto de control del ejército peruano en Lima, el cónsul inglés en Lima Belford Hinton Wilson se puso de acuerdo con el jefe de la escuadra inglesa del Pacífico, el almirante Charles Bayne Hodgson Ross, para que el 2 de octubre, él con el navío HMS President y la corbeta HMS Imogene fondearan en ambos costados del buque insignia del comandante Del Postigo y que la corbeta HMS Samoran hiciera lo mismo con los buques chilenos ubicados en Chorrillos, imposibilitándoles de moverse hasta recibir compensaciones por el ultraje al ciudadano en cuestión. García del Postigo indignado comunicó el hecho al general Manuel Bulnes quien hizo presente al cónsul inglés que "Era un atentado terrible cuyas consecuencias caerían sobre quien lo hubiera ordenado". Al final Bulnes ante la amenaza le ordenó a Del Postigo que si esto seguía así, se abriera paso con los cañones y en un caso máximo hacer volar la Santa Bárbara. Del Postigo hizo destapar su artillería de ambas bandas y se dispuso a preparar la corbeta ante un seguro combate con las naves inglesas, y de inmediato por bocina mandó decir al almirante Ross que: "O se retira, o vuelo" con lo que el comandante inglés optó por alejarse. Después de estos hechos finalmente se lograría solucionar el problema por vía diplomática.
Después de varios meses de bloqueo naval por algunos buques disponibles y un duro sitio terrestre que debilitó a las fuerzas chilenas, el segundo fue levantado y el ejército restaurador junto a la comitiva de gobierno abandonaron Lima ante la llegada próxima del ejército confederado fuerte de 7000 plazas y al mando del protector Santa Cruz. Del Postigo abandono el bloqueo naval del Callao con algunos de sus buques para transportar por mar para el norte de Perú a las fuerzas del general Bulnes y apoyarlas desde la costa en sus operaciones. Eso sí, dejó en el puerto para continuar el bloqueo a las goletas Janequeo y Colo Colo, y el 16 de noviembre lo reforzó enviando al bergantín Aquiles al mando del capitán Santiago Jorge Bynnon, que quedaría al mando de las fuerzas bloqueadoras.

### Final de la campaña naval y de la guerra
El 24 de noviembre el bloqueo al Callao es levantado debido a un ataque de una escuadra corsaria que había organizado Santa Cruz luego de a ver tomado Lima, está sobre la base de extranjeros, principalmente franceses y que estaban al mando del capitán Juan Blanchet.
Debido al levantamiento de este bloqueo los corsarios lograron capturar un buque de guerra y dos transportes de la armada de Chile, pero 12 de enero de 1839 cuando los corsarios salían del Callao para intentar destruir la escuadra chilena y quitarle la superioridad naval ganada, son derrotados en el combate naval de Casma por el comandante de la segunda división de la escuadra, el ya mencionado capitán de navío Roberto Simpson.
A los dos días después del combate, salía del puerto de Santa el comandante García del Postigo con la corbeta Libertad y la fragata Monteagudo con el objetivo de interceptar a los buques enemigos, pero estos lograron entrar y protegerse en el Callao, por lo que él se quedó atento por estos restantes buques.
Estas fuerzas restantes a pesar de la derrota sufrida, se reorganizaron fuera del puerto con el fin de reanudar las operaciones, pero el Escuadrón Naval Francés del Pacífico impidió esta acción al reclamar que varios oficiales y tripulantes de la Confederación eran en realidad desertores de sus naves.
Finalmente ante toda imposibilidad de resistir, los buques corsarios fueron desarmados y posteriormente navegaron bajo bandera francesa hasta el puerto de Guayaquil. Ocho días después del combate que le dio a Chile el definitivo control de los mares, tendría lugar la Batalla de Yungay la cual significaría la disolución de la Confederación y el final de la guerra.

## Últimos años de servicio como marino
Finalizada la guerra, el gobierno chileno nuevamente procedió al desarme de la escuadra, siendo vendidos gran parte de los barcos de su fuerza naval a propietarios privados. Carlos García del Postigo al ver este desinterés de mantener una fuerza venerable renunció el 15 de diciembre de 1839.
En 1840 solicita al presidente José Joaquín Prieto que al retirarse del servicio activo, se le recompense con dos años de sueldo y gratificación renunciando a todo tipo de premios y compensaciones, siendo aprobada su solicitud. 
Viajó luego al Perú, ya que la estabilidad del gobierno había regresado. García del Postigo fue nuevamente incorporado como contraalmirante de la armada peruana, nombrándosele comandante general de la escuadra el 26 de abril de 1842. Por petición de él se le dio una recompensa por sus años de servicio en el país el 7 de julio de 1843 y una licencia indefinida para ir libremente donde quisiera con las consideraciones de su clase militar con la condición de volver si la situación lo requería.
Más adelante, el 29 de octubre de 1844 se le concedió otra licencia indefinida con los goces de general, con las mismas condiciones anteriores, el 24 de marzo de 1848 durante el gobierno de Ramón Castilla se le prolongó la licencia y finalmente otro en Lima el 6 de julio de 1850.

## Retiro y muerte

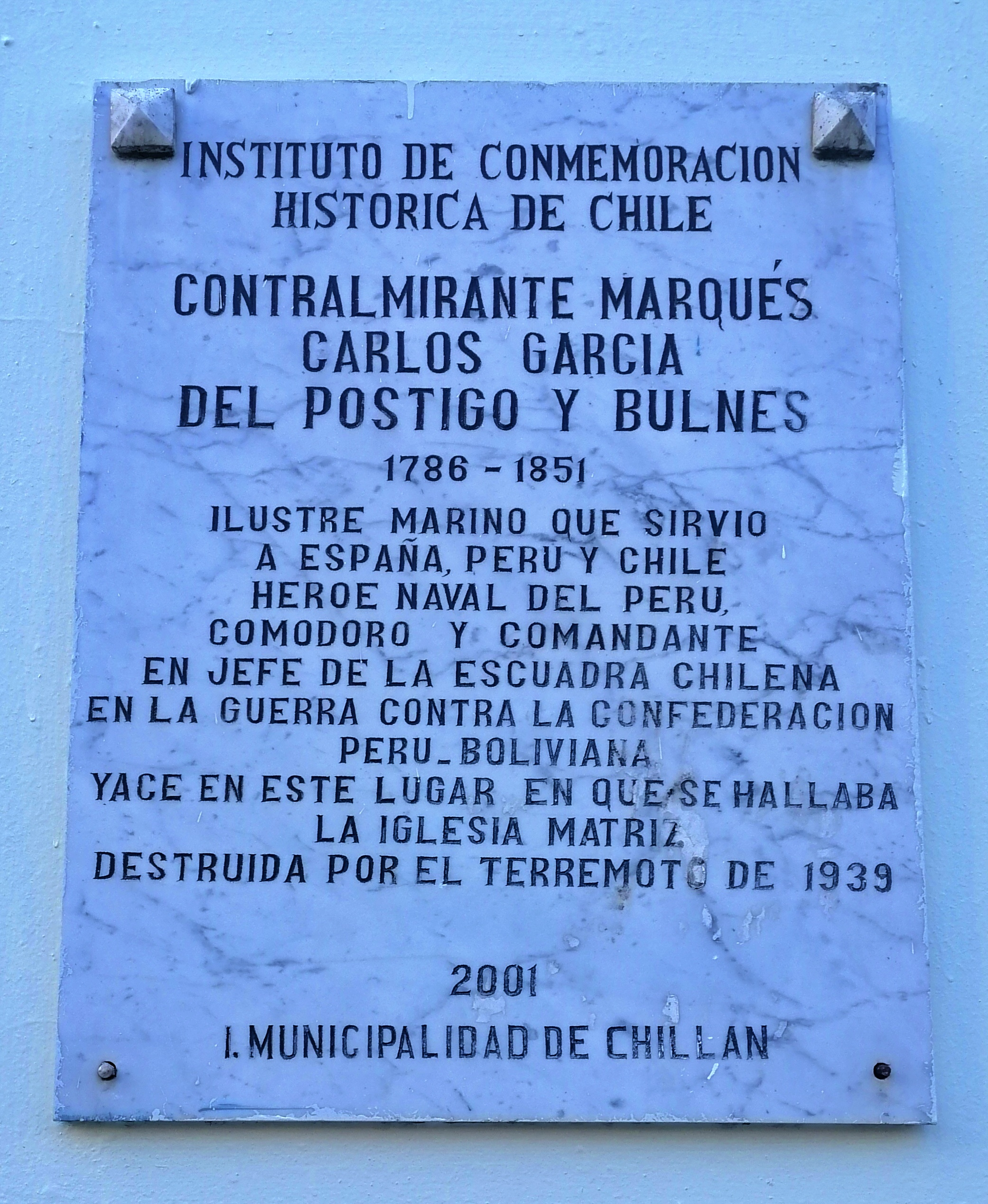
Placa de homenaje a Carlos García del Postigo en Edificio de los Servicios Públicos de Chillán

García del Postigo ya retirado de todo servicio tanto en Chile como en Perú, viajó a Europa a visitar a sus familiares residentes y estuvo algún tiempo en esos lados. También hizo trámites para recuperar su título nobiliario de marqués de García del Postigo que le correspondía por herencia familiar y por la muerte de su hermano Isidoro en 1833. Ordenó para esto en Nápoles los papeles sucesivos del título, siéndole conferidos. 
Tras terminar sus asuntos en Europa volvió a Chile donde pasaría sus últimos años en sus fundos en las orillas del río Itata, las haciendas del Patagual y las compradas del Palpal. Falleció en Chillán en 1852 dejando sus bienes a su esposa y familiares más cercanos.